# 肖培
肖培（1961年1月—），江苏镇江人。男，汉族。1984年7月参加工作，1985年2月入党。北京师范学院政治教育系政治教育专业毕业，中国科学技术大学研究生院管理科学与工程专业毕业，研究生学历，管理学硕士学位。曾任中華人民共和國監察部副部長，現任中共中央紀委副書記。中共第十九届、二十届中央纪委委员、常委、副书记，第二十届中央委员。

## 簡歷

### 早年经历
1980年9月，入读北京师范学院政治教育系政治教育专业。1984年7月，任北京师范学院团委干部。1986年9月，任北京师范学院团委书记。1988年3月，任北京师范学院党委宣传部副部长、团委书记。1989年1月，任北京师范学院党委宣传部副部长。1989年5月，任共青团北京市委宣传部副部长。1989年7月，任共青团北京市委宣传部部长。1994年3月，任北京青年报社总编辑（1994年6月，升副局级）。

### 北京地方
1998年6月，任北京晚报常务副总编辑（副局级）。1999年4月，任北京日报社副总编辑兼北京晚报总编辑（1996年6月至1999年6月，在中国科学技术大学研究生院管理科学与工程专业在职学习）。2000年12月，任北京日报社党组成员、副总编辑，北京日报报业集团社务委员会委员，北京晚报总编辑。
2002年3月，任中共北京市委宣传部副部长、北京市外宣办（北京市政府新闻办）主任（至2004年5月），市委处理法轮功问题领导小组办公室（市政府防范和处理邪教问题办公室）副主任（兼）。2004年5月，兼任中共北京市委宣传部巡视员。2005年12月，又多兼任北京奥组委新闻宣传部部长（至2008年3月）。2006年3月，又多兼任北京市网管办主任。2008年3月，又多兼任北京奥组委副秘书长。
2009年2月，任中共北京市委副秘书长（正局级）。2011年7月，任北京市文化局党组副书记、局长。

### 中办与中纪委
2013年1月，任中共中央办公厅调研室五组正局长级干部。2013年7月，任中办调研室五组组长。2014年3月，任中共中央纪委宣传部部长，中办调研室五组组长（4月升副部长级）。2015年6月，任监察部副部长兼中央纪委宣传部部长，中办调研室五组组长。2015年7月，任监察部副部长。
2017年9月，出任中央巡视组正部长级巡视专员。10月，担任中纪委副书记。